# Макінтайр (Джорджія)
Макінтайр (англ. McIntyre) — місто (англ. town) в США, в окрузі Вілкінсон штату Джорджія. Населення — 575 осіб (2020).

## Географія
Макінтайр розташований за координатами 32°50′49″ пн. ш. 83°12′3″ зх. д. / 32.84694° пн. ш. 83.20083° зх. д. (32.846862, -83.200907).  За даними Бюро перепису населення США в 2010 році місто мало площу 13,90 км², з яких 13,42 км² — суходіл та 0,48 км² — водойми.

## Демографія
Згідно з переписом 2010 року, у місті мешкало 650 осіб у 249 домогосподарствах у складі 184 родин. Густота населення становила 47 осіб/км².  Було 290 помешкань (21/км²).
Расовий склад населення:
| - 62,2 % — чорних або афроамериканців - 29,7 % — білих - 0,6 % — корінних американців - 5,8 % — осіб інших рас |

До двох чи більше рас належало 1,7 %. Частка іспаномовних становила 8,3 % від усіх жителів.
За віковим діапазоном населення розподілялося таким чином: 26,3 % — особи молодші 18 років, 59,9 % — особи у віці 18—64 років, 13,8 % — особи у віці 65 років та старші. Медіана віку мешканця становила 35,4 року. На 100 осіб жіночої статі у місті припадало 94,6 чоловіків;  на 100 жінок у віці від 18 років та старших — 88,6 чоловіків також старших 18 років.
Середній дохід на одне домашнє господарство  становив 38 748 доларів США (медіана — 27 500), а середній дохід на одну сім'ю — 41 206 доларів (медіана — 30 875). За межею бідності перебувало 33,1 % осіб, у тому числі 45,6 % дітей у віці до 18 років та 31,8 % осіб у віці 65 років та старших.
Цивільне працевлаштоване населення становило 193 особи. Основні галузі зайнятості: виробництво — 32,6 %, освіта, охорона здоров'я та соціальна допомога — 22,8 %, будівництво — 9,8 %, транспорт — 7,3 %.